# パスカリス (対立教皇)
パスカリス（生没年不詳）は、ローマ教皇であるコノンとセルギウス1世の対立教皇である（在位：687年）。

## 生涯
ローマで助祭を務めていたが、687年9月21日にコノンが死去すると、次期教皇になろうとして野心を抱きテオドルスと対立する（パスカリスはテオドルスの対立教皇、すなわち対立教皇の対立教皇だったとする見解もある）。この対立に憂慮したローマ市民が687年12月15日にセルギウス1世を擁立してテオドルスとパスカリスに退位を求めると、テオドルスはおとなしく従ったが、パスカリスは抵抗してなおも地位に居座ったため、市民によって逮捕・投獄されたという。